# Montano Lucino
Pour les articles homonymes, voir Montano.
Montano Lucino est une commune italienne de la province de Côme, dans la région Lombardie.

## Administration
| Période                                  | Période | Identité | Étiquette | Qualité |
| ---------------------------------------- | ------- | -------- | --------- | ------- |
|                                          |         |          |           |         |
| Les données manquantes sont à compléter. |         |          |           |         |

### Hameaux
Cantalupo, Cima, Crignola, Dosso, Grisonno, Lucino, Montano

### Communes limitrophes
Cavallasca, Côme, Gironico, Grandate, San Fermo della Battaglia, Villa Guardia